# Blepharocalyx cruckshanksii
Blepharocalyx cruckshanksii (Mapudungun: temu) là một loài thực vật thuộc họ Myrtaceae. Loài này có ở Argentina và Chile. Chúng hiện đang bị đe dọa vì mất môi trường sống.

## Miêu tả
Cây cao 15 mét với đường kính khoảng 50 xăngtimét.

## Hình ảnh

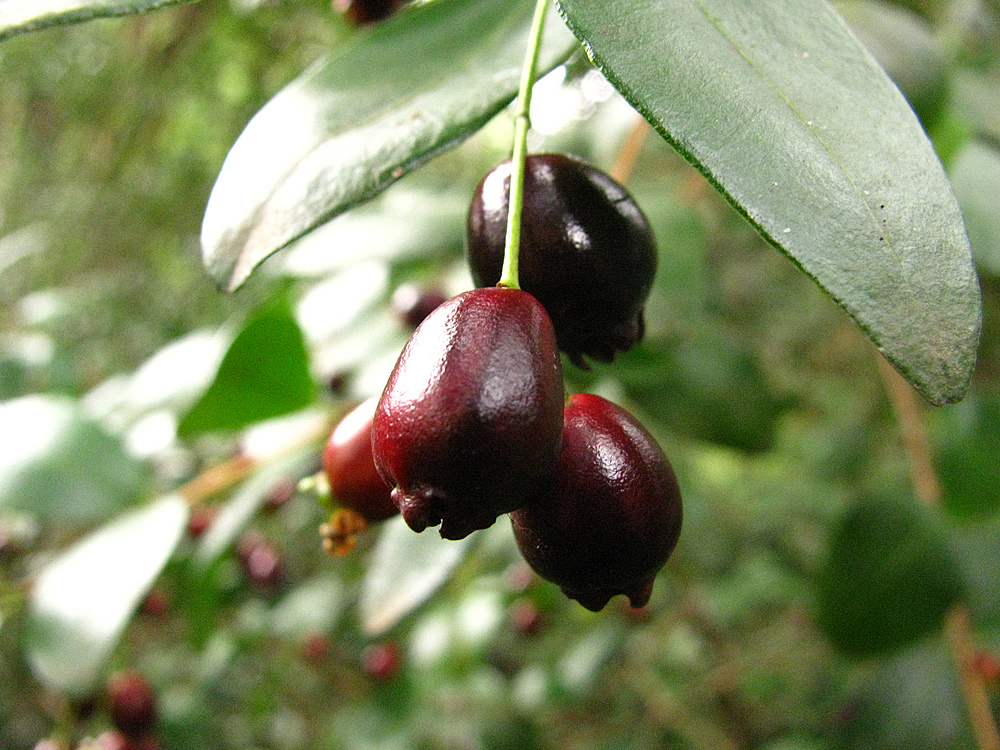